# Дриопис
Дриопи́с (греч. Δρυοπίς) или Дриопида (Δρυοπίδα) — деревня в Греции. Расположена в центре острова Китнос, в 7 километрах к югу от деревни Китноса. Входит в общину (дим) Китнос в периферийной единице Кея — Китнос в периферии Южные Эгейские острова. Население 325 жителей по переписи 2011 года.
Получила название от племени дриопов, согласно преданию первых жителей острова.
В Дриописе дома имеют черепичные крыши, что связано с местным керамическим производством, и представляют собой народный вариант неоклассической архитектуры.
Основана в XIX веке беженцами с Крита. Раньше называлась Хорио (Xωριό) или Силакас (Σύλλακας).
В Дриописе находятся Византийский и Фольклорный музеи, военный мемориал.

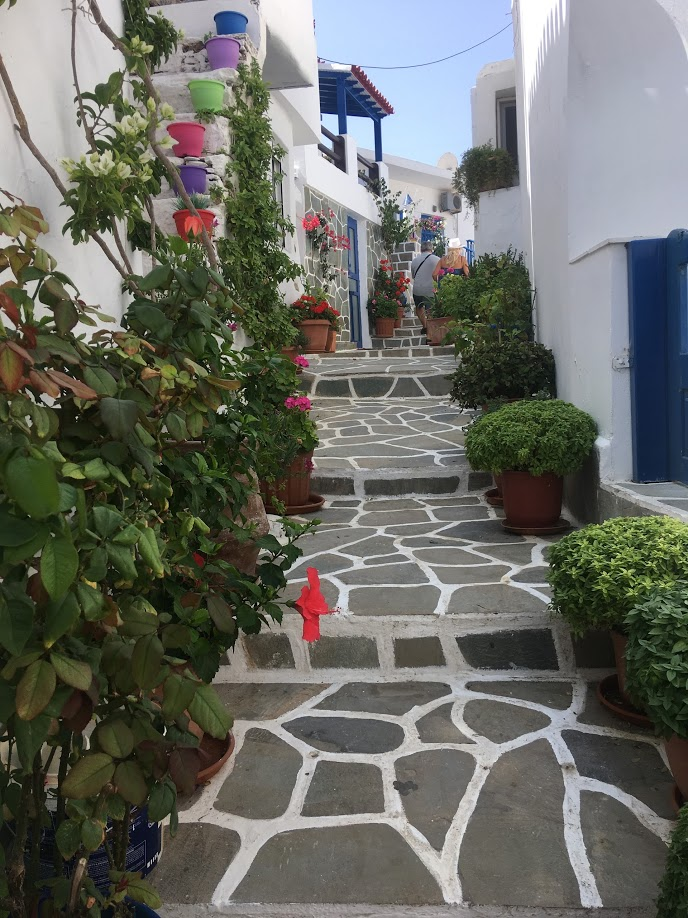
Улица в Дриописе

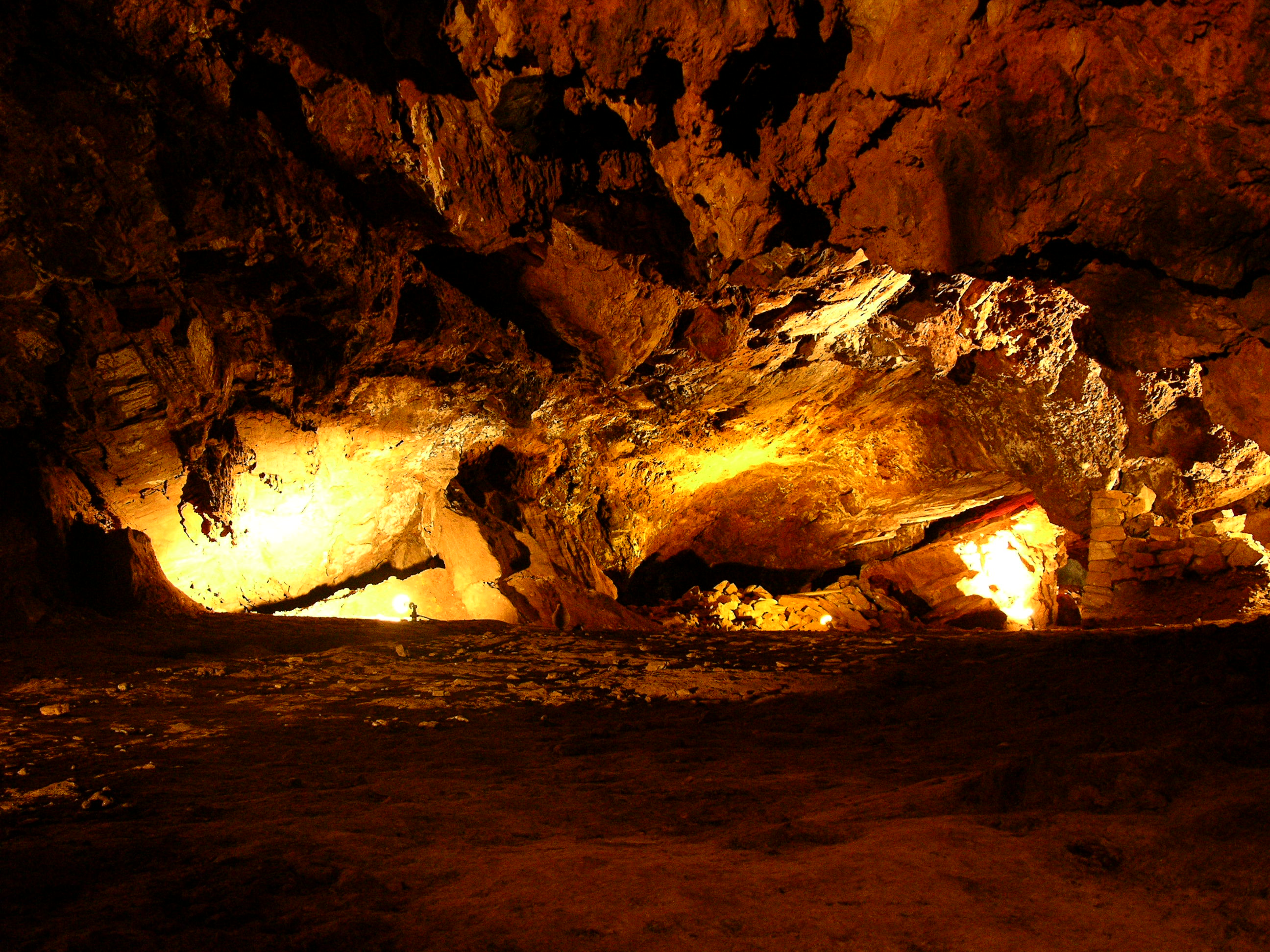
Пещера Катафики

В Дриописе находится пещера Катафики (Καταφύκι), одна из самых крупных в Греции, богатая сталактитами. Пещера использовалась жителями в качестве убежища в годы Второй мировой войны.
На холме находится церковь Святого Нектария, в центре деревни — часовня Святого Афанасия.

## Сообщество Дриопис
В местное сообщество Дриопис входят 12 населённых пунктов и остров Пипери. Население 787 жителей по переписи 2011 года. Площадь 50,226 квадратных километров.
| Населённый пункт | Население (2011), человек |
| ---------------- | ------------------------- |
| Айос-Димитриос   | 33                        |
| Аоса             | 4                         |
| Гандромандра     | 0                         |
| Дриопис          | 325                       |
| Кало-Ливади      | 0                         |
| Канала           | 24                        |
| Лефкес           | 2                         |
| Лиотриви         | 0                         |
| Мерихас          | 369                       |
| Пипери (остров)  | 0                         |
| Скилос           | 6                         |
| Фламбурия        | 16                        |
| Эпископи         | 8                         |

## Население
| Год  | Население, человек |
| ---- | ------------------ |
| 1991 | 608                |
| 2001 | 519                |
| 2011 | ↘ 325              |